# Déa Selva
Déa Selva, nome artístico de Jandyra Berard Câmara Cazarré (Quipapá, 8 de maio de 1915 – Rio de Janeiro, 10 de abril de 1993), foi uma atriz brasileira de teatro e de cinema de grande destaque no cinema nacional durante a década de 1930, lembrada principalmente por sua atuação em Ganga Bruta, de Humberto Mauro.

## Biografia
Estreou no cinema em 1933, ao ser selecionada em um teste para o filme Ganga Bruta, de Humberto Mauro. Na época, o filme não conquistou o público e recebeu críticas negativas, alçando décadas depois a condição de um dos maiores clássicos brasileiros.
Mudou-se de Pernambuco para o Rio de Janeiro, para trabalhar no teatro, formando dupla com Darcy Cazarré, com quem se casou. 
Em 1936, participou do filme Bonequinha de Seda, de Oduvaldo Viana, e de dois filmes de Mesquitinha, marcando a estreia dele no cinema.
Déa trabalhou com cineastas importantes como Raul Roulien, João de Barro e Eurípides Ramos, sendo que seu último filme foi Depois eu conto, de José Carlos Burle e Watson Macedo. A atriz voltou a se encontrar com Humberto Mauro no curta-metragem Um Apólogo - Machado de Assis, uma realização do Instituto Nacional de Cinema Educativo.
Déa teve quatro filhos, Older (1935–1992), Luiz Olmer (1943–2023) e Olney Cazarré (1945–1991). Com a morte de Darcy, casou-se novamente com o economista Nelson da Costa Machado (1912–1990), com quem teve um filho, Antônio Cláudio da Costa Machado, que se formou como advogado parecentista.
Déa faleceu em 10 de abril de 1993, aos 75 anos.

## Filmografia
| Ano  | Título             | Personagem        |
| ---- | ------------------ | ----------------- |
| 1933 | Ganga Bruta        | Sônia             |
| 1936 | Bonequinha de Seda | Neta              |
| 1936 | João Ninguém       | —                 |
| 1937 | O Bobo do Rei      | Elisa             |
| 1939 | Aves Sem Ninho     | Vitória           |
| 1939 | Anastácio          | Paula             |
| 1939 | Um Apólogo         | Carretel de Linha |
| 1941 | Céu Azul           | Guiomar           |
| 1948 | Mãe                | —                 |
| 1949 | A Escrava Isaura   | Malvina           |
| 1956 | Depois Eu Conto    | Jovina            |